# Alois Vavrouš a syn
Alois Vavrouš a syn byla pražská rodinná firma, zabývající se architekturou a stavebnictvím. Aktivní byla zejména ve třicátých letech 20. století.

## Historie
Alois Vavrouš (1862–1939) začal pracovat již v roce 1892. Roku 1930 se k němu přidává jeho syn Čestmír Vavrouš a zakládají společnou firmu Alois Vavrouš a syn. Ve třicátých letech firma nabyla celonárodního významu. Pro výstavbu v Teplicích založili pobočku v Teplicích-Šanově.
Jeden z jejich posledních projektů po druhé světové válce je Hotel Republika ve slovenské obci Bardejov. Roku 1948 byla firma zestátněna.

## Realizace
- bytový dům čp. 1918, Teplice (1930)
- obytný dům, Teplice (1931)
- družstevní dům, Trutnov (1931)
- domy stavebního družstva, Most (1931)
- Lidový dům a kino Lípa, Liberec (1932)
- obytný dům, Liberec (1932)
- obytný dům, Liberec (1933)
- Fischerova vila, Jilemnice (1934–1935) (spolu s Václavem Kolátorem a Vladimírem Frýdou)
- dvě protilehlé řady domků, náměstí Mezi Zahrádkami, Praha (1931–1937)
- vila Čestmíra Vavrouše, Praha 8 (1940)
- Hotel Republika, Bardejov (1947)

## Galerie

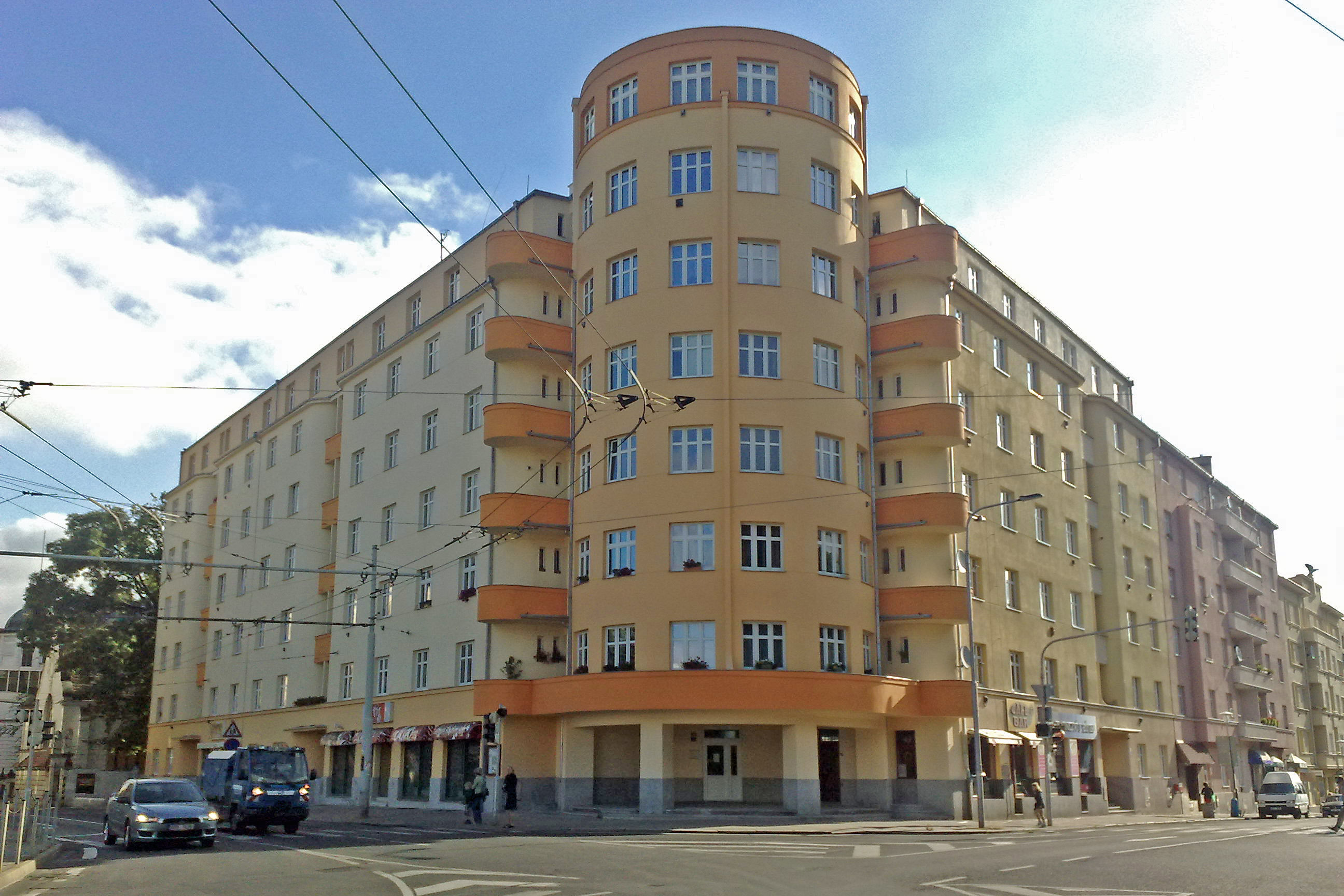
bytový dům čp. 1918, Teplice
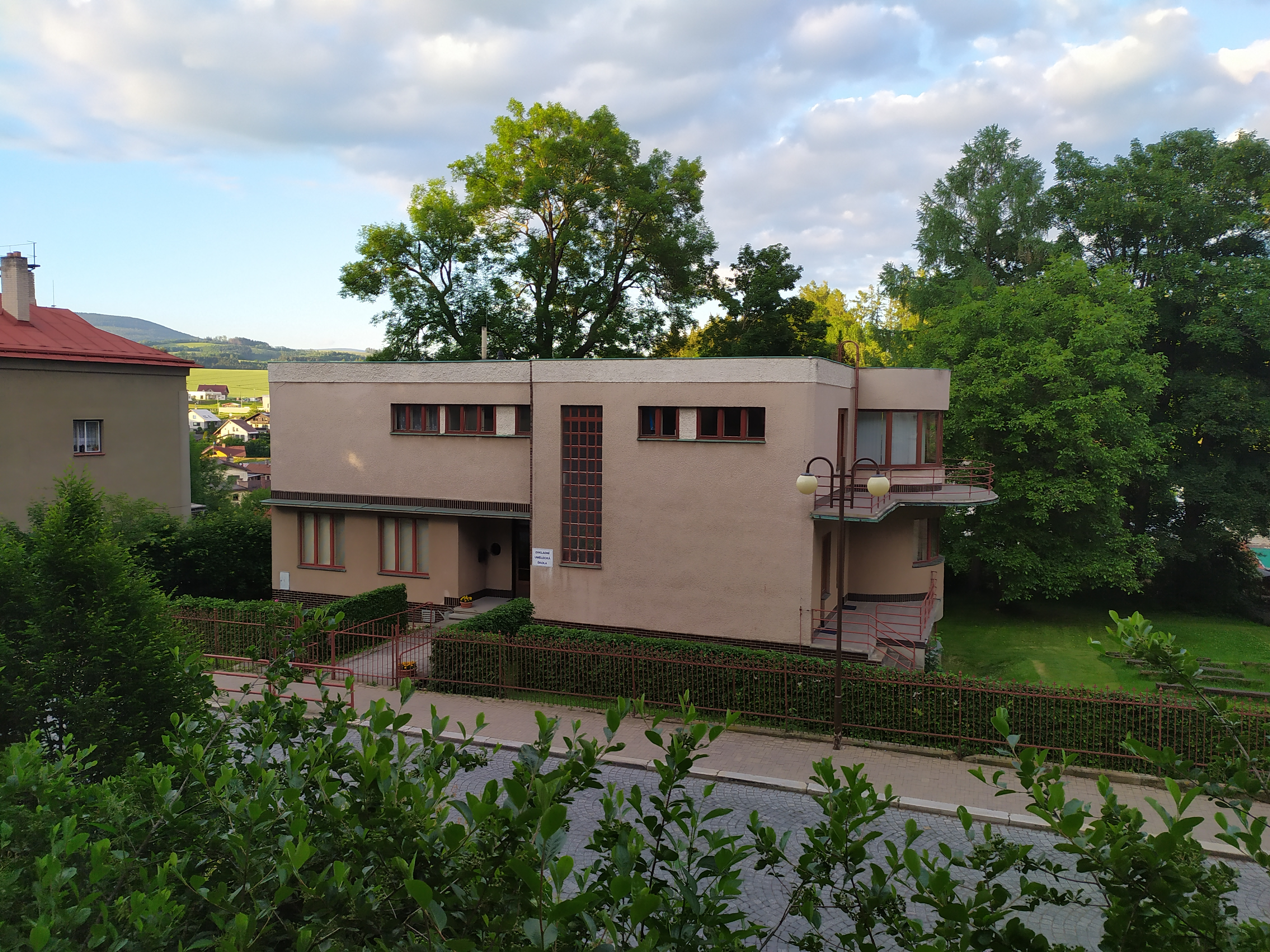
Fischerova vila, Jilemnice
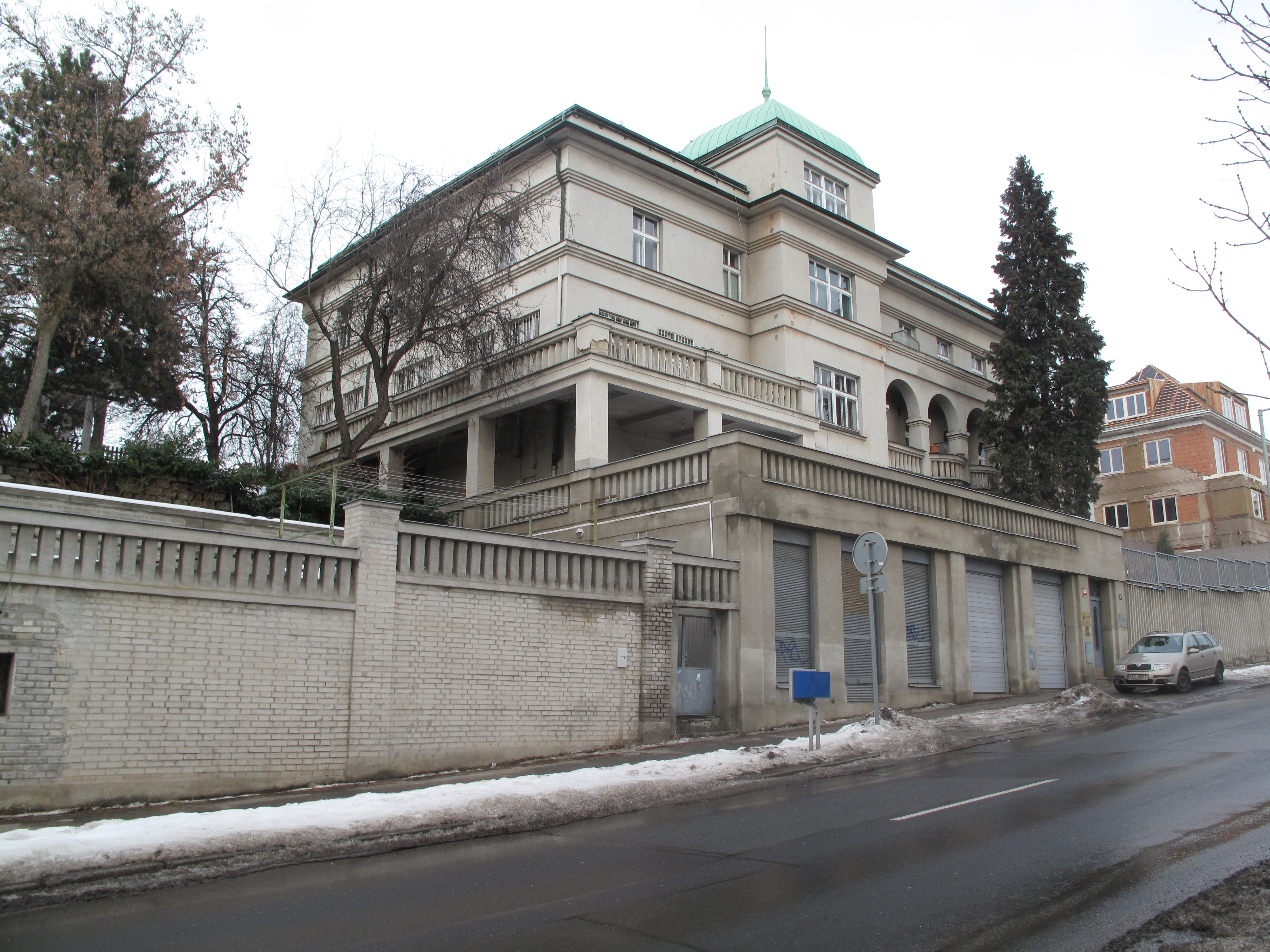
Vila Čestmíra Vavrouše a sídlo firmy, Praha-Libeň